# Liste des ordres militaires
 (novembre 2008).
Au Moyen Âge, dans le contexte de la guerre sainte chrétienne manifestée lors des croisades, des ordres religieux et militaires ont été constitués. Ils alliaient la discipline et la vie religieuse des ordres monastiques à la fonction militaire qui était celle des chevaliers. Ces ordres monastiques ont été créés au début du XIIe siècle en Orient en Terre sainte ainsi qu'en Occident dans la péninsule Ibérique dans le cadre de la Reconquista.

## Ordres deTerre sainte
- Ordre des Hospitaliers de Saint-Jean de Jérusalem est établi comme ordre religieux hospitalier par le pape Pascal II en 1113, devenu aussi un ordre militaire en 1137 mais reconnu en 1187 et confirmé comme tel en 1205. Après la perte de la Terre Sainte, l'Ordre se replie sur Chypre avant de conquérir Rhodes et de devenir un ordre souverain. Chassé de Rhodes, l'Ordre prend possession de l'archipel maltais. L'ordre perd son identité après l'expulsion de Malte, en 1798.
- Ordre du Temple anciennement Pauvres chevaliers du Christ et du Temple de Salomon, c'est le premier ordre militaire reconnu par le pape, le 13 janvier 1129. Il fut supprimé le 22 mars 1312, après un procès en hérésie.
- Ordre de Sainte-Marie des Teutoniques reconnu ordre hospitalier en 1191, réorganisé en ordre militaire en 1192, il est reconnu comme tel en 1198. Après la perte de la Terre Sainte, l'ordre se reconstitue en Prusse Orientale.

### Ordre militaires incertains
- Ordre canonial régulier du Saint-Sépulcre fondé en 1114, il n'est pas certain que l'Ordre ait été reconnu par Rome comme un ordre militaire[1], il avait en revanche la charge d'assurer militairement la protection des lieux saints à travers tous les états latins d'Orient.
- Ordre de Saint-Thomas d'Acre fondé en 1237, il n'est pas certain que l'Ordre ait été reconnu par Rome comme un ordre militaire.
- Ordre de Saint-Lazare de Jérusalem devenu ordre hospitalier en 1255, il n'est pas certain que l'Ordre ait été reconnu par Rome comme un ordre militaire. Disparaît en 1830 ; "renaît" au XXe siècle

## Ordres dePrusse
- Ordre de Sainte-Marie des Teutoniques reconnu ordre hospitalier en 1191, réorganisé en ordre militaire en 1192, il est reconnu comme tel en 1198. Après la perte de la Terre Sainte, l'ordre se reconstitue en Prusse Orientale.
- Chevaliers Porte-Glaive fondés en 1202 reconnu par le pape en 1204 (fusionne avec les Teutoniques en 1237)
- Ordre de Dobrin (Bracia Dobrzyńscy) fondé en 1228  (fusionne avec les Teutoniques en 1235)

## Ordres de laReconquista
- Ordre de Calatrava fondé en 1158 (aujourd’hui ordre honorifique espagnol mais des religieuses comendadoras (dames commandeurs) vivent encore dans deux couvents, à Madrid et à Burgos).
- Ordre d'Aviz fondé en 1167 (aujourd’hui ordre honorifique portugais qui récompense les mérites militaires).
- Ordre de Santiago (Ordre de Saint-Jacques-de-l'Epée) fondé en 1170 et reconnu par le pape en 1175 (aujourd’hui divisé en deux branches : en Espagne, ordre honorifique et au Portugal, ordre de mérite dans les domaines des sciences, de la littérature et des arts).
- Ordre de Montjoie fondé en 1175 mais absorbé par le Temple en 1196.
- Ordre d'Alcántara fondé en 1183 (aujourd’hui ordre honorifique espagnol).
- Ordre de Saint-Georges d'Alfama fondé en 1201 reconnu par le pape en 1373, fusionne avec l'ordre de Montesa en 1400.
- Ordre de Santa Maria fondé en 1272 supprimé en 1281.

### Ordres nés de la suppression de l'ordre du Temple
Lors de la suppression de l'ordre du Temple en 1312, les biens de l'ordre furent donnés à celui de l'Hôpital, sauf dans le royaume de Valence où ils passèrent au nouvel ordre de Montesa, et dans le royaume du Portugal où ils passèrent à celui du Christ.
- Ordre de Montesa fondé en 1317 (aujourd’hui ordre honorifique espagnol)
- Ordre du Christ fondé en 1319 (aujourd'hui divisé en deux branches: ordre honorifique portugais qui prend place après celui d’Aviz, et "Ordre Suprême de Notre Seigneur Jésus Christ", le plus important ordre pontifical qui n'est conféré qu’à des chefs d’états pour des raisons exceptionnelles)

## Autres ordres militaires
- Ordre des Hospitaliers du Saint-Esprit, fondé vers 1080, devenu officiellement ordre militaire en 1198, mais demeura régulier.
- Ordre des Chevaliers de la Mère de Dieu, fondé entre 1261 et dissout 1559.
- Ordre sacré et militaire constantinien de Saint-Georges, fondé entre 1520 et 1545.
- Ordre de Saint-Étienne, fondé en 1561